# خندقلو (بدرانلو)
خندقلو (بالفارسية: خندقلو) هي قرية تقع في إيران في قسم بدرانلو الريفي. يقدر عدد سكانها بـ 393 نسمة .